# Argentina en la Copa América 2019
La selección de Argentina fue uno de los doce equipos participantes en la Copa América 2019, torneo continental que se llevó a cabo del 14 de junio al 7 de julio en Brasil.
Fue la cuatrigésima segunda participación de La Albiceleste. El sorteo de la Copa América, realizado el 24 de enero de ese año en la ciudad de Río de Janeiro, determinó que el seleccionado conforme el grupo B junto a Colombia, Paraguay y Catar.

## Preparación
La selección de Argentina tuvo una participación discreta en la Copa Mundial de la FIFA 2018, donde fue eliminada en los octavos de final por Francia con un resultado de 4 a 3. Esto causó poco tiempo después el apartamiento de su entonces entrenador, Jorge Sampaoli, y también la renuncia de varios jugadores, entre ellos algunos referentes que se tenían por inamovibles en el equipo hasta ese momento, como Javier Mascherano, Lucas Biglia, y Gonzalo Higuaín. 

### Partidos previos
Luego del Mundial celebrado en Rusia, Argentina comenzó su preparación rumbo a la Copa América 2019 en la fecha FIFA del mes de septiembre. Jorge Sampaoli fue sustituido provisoriamente por Lionel Scaloni, quien en agosto asumió como interino por tiempo indefinido (luego sería oficializado en noviembre) e iniciaría una renovación del plantel nacional. 
En el periodo comprendido entre septiembre de 2018 y junio de 2019, el elenco gaucho disputó ocho partidos amistosos, cosechando seis victorias, un empate, y dos derrotas
Datos correspondientes al periodo entre la finalización de la Copa Mundial de Fútbol de 2018 y el inicio de la Copa América 2019
| Fecha                    | Lugar           | Competición |           |                      | Resultado |                      |           |
| ------------------------ | --------------- | ----------- | --------- | -------------------- | --------- | -------------------- | --------- |
| 7 de septiembre de 2018  | Los Ángeles     | Amistoso    | Argentina | Bandera de Argentina | 3:0 (3:0) | Bandera de Guatemala | Guatemala |
| 11 de septiembre de 2018 | East Rutherford | Amistoso    | Colombia  | Bandera de Colombia  | 0:0       | Bandera de Argentina | Argentina |
| 11 de octubre de 2018    | Riad            | Amistoso    | Irak      | Bandera de Irak      | 0:4 (0:1) | Bandera de Argentina | Argentina |
| 16 de octubre de 2018    | Yeda            | Amistoso    | Argentina | Bandera de Argentina | 0:1 (0:0) | Bandera de Brasil    | Brasil    |
| 16 de noviembre de 2018  | Córdoba         | Amistoso    | Argentina | Bandera de Argentina | 2:0 (1:0) | Bandera de México    | México    |
| 20 de noviembre de 2018  | Mendoza         | Amistoso    | Argentina | Bandera de Argentina | 2:0 (1:0) | Bandera de México    | México    |
| 22 de marzo de 2019      | Madrid          | Amistoso    | Argentina | Bandera de Argentina | 1:3 (0:2) | Bandera de Venezuela | Venezuela |
| 26 de marzo de 2019      | Tánger          | Amistoso    | Marruecos | Bandera de Marruecos | 0:1 (0:0) | Bandera de Argentina | Argentina |
| 7 de junio de 2019       | San Juan        | Amistoso    | Argentina | Bandera de Argentina | 5:1 (2:0) | Bandera de Nicaragua | Nicaragua |

#### Argentina vs. Guatemala
| 7 de septiembre de 2018 | Argentina                                           | 3:0 (3:0) | Guatemala | Memorial Coliseum, Los Ángeles                                                  |                                                                                 |
| 20:00 (UTC-7)           | G. Martínez 27' (pen.) · Lo Celso 35' · Simeone 44' | Reporte   |           | Asistencia: Sin datos sobre espectadores Árbitro(s): Héctor Francisco Rodríguez | Asistencia: Sin datos sobre espectadores Árbitro(s): Héctor Francisco Rodríguez |

| Uniformes | Uniformes |
| --------- | --------- |
|           |           |

#### Colombia vs. Argentina
| 11 de septiembre de 2018 | Colombia | 0:0     | Argentina | MetLife Stadium, East Rutherford                          |                                                           |
| 20:00 (UTC-4)            |          | Reporte |           | Asistencia: 35 624 espectadores Árbitro(s): Ismail Elfath | Asistencia: 35 624 espectadores Árbitro(s): Ismail Elfath |

| Uniformes | Uniformes |
| --------- | --------- |
|           |           |

#### Irak vs. Argentina
| 11 de octubre de 2018 | Irak | 0:4 (0:1) | Argentina                                               | Estadio Príncipe Faisal bin Fahd, Riad                              |                                                                     |
| 21:00 (UTC+3)         |      | Reporte   | Martínez 18' · Pereyra 53' · Pezzella 82' · Cervi 90+2' | Asistencia: Sin datos sobre espectadores Árbitro(s): Jarred Gillett | Asistencia: Sin datos sobre espectadores Árbitro(s): Jarred Gillett |

| Uniformes | Uniformes |
| --------- | --------- |
|           |           |

#### Argentina vs. Brasil
| 16 de octubre de 2018 | Argentina | 0:1 (0:0) | Brasil        | King Abdullah Sports City, Yeda                         |                                                         |
| 21:00 (UTC+3)         |           | Reporte   | Miranda 90+3' | Asistencia: 62 345 espectadores Árbitro(s): Felix Brych | Asistencia: 62 345 espectadores Árbitro(s): Felix Brych |

| Uniformes | Uniformes |
| --------- | --------- |
|           |           |

#### Argentina vs. México
| 16 de noviembre de 2018 | Argentina                            | 2:0 (1:0) | México | Estadio Mario Alberto Kempes, Córdoba                                 |                                                                       |
| 21:00 (UTC-3)           | Funes Mori 44' · Brizuela 83' (a.g.) | Reporte   |        | Asistencia: Sin datos sobre espectadores Árbitro(s): Esteban Ostojich | Asistencia: Sin datos sobre espectadores Árbitro(s): Esteban Ostojich |

| Uniformes | Uniformes |
| --------- | --------- |
|           |           |

| 20 de noviembre de 2018 | Argentina              | 2:0 (1:0) | México | Estadio Malvinas Argentinas, Mendoza                              |                                                                   |
| 21:00 (UTC-3)           | Icardi 2' · Dybala 87' | Reporte   |        | Asistencia: Sin datos sobre espectadores Árbitro(s): Andrés Rojas | Asistencia: Sin datos sobre espectadores Árbitro(s): Andrés Rojas |

| Uniformes | Uniformes |
| --------- | --------- |
|           |           |

#### Argentina vs. Venezuela
| 22 de marzo de 2019 | Argentina    | 1:3 (0:2) | Venezuela                              | Estadio Metropolitano, Madrid                                                    |                                                                                  |
| 21:00 (UTC+1)       | Martínez 59' | Reporte   | Rondón 6' · Murillo 44' · Martínez 75' | Asistencia: Sin datos sobre espectadores Árbitro(s): José María Sánchez Martínez | Asistencia: Sin datos sobre espectadores Árbitro(s): José María Sánchez Martínez |

| Uniformes | Uniformes |
| --------- | --------- |
|           |           |

#### Marruecos vs. Argentina
| 26 de marzo de 2019 | Marruecos | 0:1 (0:0) | Argentina  | Estadio Ibn Battouta, Tánger                                       |                                                                    |
| 20:00 (UTC+1)       |           | Reporte   | Correa 83' | Asistencia: Sin datos sobre espectadores Árbitro(s): Janny Sikazwe | Asistencia: Sin datos sobre espectadores Árbitro(s): Janny Sikazwe |

| Uniformes | Uniformes |
| --------- | --------- |
|           |           |

#### Argentina vs. Nicaragua
| 7 de junio de 2019 | Argentina                                        | 5:1 (2:0) | Nicaragua            | Estadio San Juan del Bicentenario, San Juan                         |                                                                     |
| 21:10 (UTC-3)      | Messi 37', 38' · Martínez 63', 73' · Pereyra 81' | Reporte   | Barrera 90+1' (pen.) | Asistencia: Sin datos sobre espectadores Árbitro(s): Eduardo Gamboa | Asistencia: Sin datos sobre espectadores Árbitro(s): Eduardo Gamboa |

| Uniformes | Uniformes |
| --------- | --------- |
|           |           |

## Uniforme

### Oficial
| Opción 1 | Opción 2 | Opción 2 | Opción 4 |

### Alternativo
| Opción 1 | Opción 2 | Opción 3 | Opción 4 |

### Portero
| Opción 1 | Opción 2 | Opción 3 |

### Entrenamiento
|  |

### Cuerpo técnico
|  |

## Plantel
De la lista que se anunció inicialmente, se realizaron dos modificaciones. En primer lugar, Guido Pizarro reemplazó a Exequiel Palacios que se desgarró el isquiotibial de la pierna izquierda Luego, a un día del debut, fue desafectado el arquero Esteban Andrada, quien se lesionó la rodilla durante un entrenamiento. Su lugar fue tomado por Juan Musso.
| N.º |                                         | Nombre             | Posición       | Edad    | PJ | G | Equipo              |
| --- | --------------------------------------- | ------------------ | -------------- | ------- | -- | - | ------------------- |
| 1   | Bandera de la Provincia de Santa Fe     | Franco Armani      | Guardameta     | 32 años | 14 | 0 | River Plate         |
| 12  | Bandera de la Provincia de Buenos Aires | Agustín Marchesín  | Guardameta     | 31 años | 0  | 0 | Porto               |
| 23  | Bandera de la Provincia de Buenos Aires | Juan Musso         | Guardameta     | 25 años | 0  | 0 | Udinese             |
| 2   | Bandera de la Provincia de Buenos Aires | Juan Foyth         | Defensa        | 21 años | 4  | 0 | Tottenham Hotspur   |
| 3   | Bandera de la Provincia de Buenos Aires | Nicolás Tagliafico | Defensa        | 26 años | 6  | 0 | Ajax                |
| 4   | Bandera de la Provincia de Córdoba      | Renzo Saravia      | Defensa        | 26 años | 2  | 0 | Porto               |
| 6   | Bandera de la Provincia de Buenos Aires | Germán Pezzella    | Defensa        | 27 años | 6  | 0 | Fiorentina          |
| 8   | Bandera de la Provincia del Neuquén     | Marcos Acuña       | Defensa        | 27 años | 3  | 0 | Sporting de Lisboa  |
| 13  | Bandera de la Provincia de Mendoza      | Ramiro Funes Mori  | Defensa        | 28 años | 1  | 0 | Villareal           |
| 14  | Bandera de la Provincia de Entre Ríos   | Milton Casco       | Defensa        | 31 años | 1  | 0 | River Plate         |
| 17  | Bandera de la Ciudad de Buenos Aires    | Nicolás Otamendi   | Defensa        | 31 años | 6  | 0 | Manchester City     |
| 5   | Bandera de la Provincia de Buenos Aires | Leandro Paredes    | Centrocampista | 24 años | 6  | 0 | Paris Saint-Germain |
| 7   | Bandera de la Provincia de Tucumán      | Roberto Pereyra    | Centrocampista | 28 años | 1  | 0 | Watford             |
| 15  | Bandera de la Ciudad de Buenos Aires    | Guido Pizarro      | Centrocampista | 29 años | 1  | 0 | Tigres              |
| 16  | Bandera de la Provincia de Buenos Aires | Rodrigo de Paul    | Centrocampista | 25 años | 6  | 0 | Udinese             |
| 18  | Bandera de la Provincia de Buenos Aires | Guido Rodríguez    | Centrocampista | 25 años | 1  | 0 | América             |
| 20  | Bandera de la Provincia de Santa Fe     | Giovani Lo Celso   | Centrocampista | 23 años | 6  | 1 | Real Betis          |
| 9   | Bandera de la Ciudad de Buenos Aires    | Sergio Agüero      | Delantero      | 31 años | 6  | 2 | Manchester City     |
| 10  | Bandera de la Provincia de Santa Fe     | Lionel Messi       | Delantero      | 31 años | 6  | 1 | Barcelona           |
| 11  | Bandera de la Provincia de Santa Fe     | Ángel Di María     | Delantero      | 31 años | 5  | 0 | Paris Saint-Germain |
| 19  | Bandera de la Provincia de Córdoba      | Matías Suárez      | Delantero      | 31 años | 3  | 0 | River Plate         |
| 21  | Bandera de la Provincia de Córdoba      | Paulo Dybala       | Delantero      | 25 años | 4  | 1 | Juventus            |
| 22  | Bandera de la Provincia de Buenos Aires | Lautaro Martínez   | Delantero      | 21 años | 4  | 2 | Internazionale      |
|     | Bandera de la Provincia de Santa Fe     | Lionel Scaloni     | Entrenador     | 41 años |    |   |                     |

#### Jugadores por liga
| Liga                | Jugadores aportados |
| ------------------- | ------------------- |
| Serie A             | 5                   |
| Premier League      | 4                   |
| La Liga             | 3                   |
| Primeira Liga       | 3                   |
| Superliga Argentina | 3                   |
| Liga MX             | 2                   |
| Ligue 1             | 2                   |
| Eredivisie          | 1                   |

#### Jugadores por provincia
| Provincia       | Jugadores aportados |
| --------------- | ------------------- |
| Buenos Aires    | 9                   |
| Santa Fe        | 4                   |
| Capital Federal | 3                   |
| Córdoba         | 3                   |
| Entre Ríos      | 1                   |
| Mendoza         | 1                   |
| Neuquén         | 1                   |
| Tucumán         | 1                   |

## Participación
- Los horarios son correspondientes al horario local de Brasilia (UTC-3).

### Partidos
| Fecha       | Lugar          | Instancia                    |           |                      | Resultado |                      |           |
| ----------- | -------------- | ---------------------------- | --------- | -------------------- | --------- | -------------------- | --------- |
| 15 de junio | Salvador       | Fase de grupos               | Argentina | Bandera de Argentina | 0:2 (0:0) | Bandera de Colombia  | Colombia  |
| 19 de junio | Belo Horizonte | Fase de grupos               | Argentina | Bandera de Argentina | 1:1 (0:1) | Bandera de Paraguay  | Paraguay  |
| 23 de junio | Porto Alegre   | Fase de grupos               | Catar     | Bandera de Catar     | 0:2 (0:1) | Bandera de Argentina | Argentina |
| 28 de junio | Río de Janeiro | Cuartos de final             | Venezuela | Bandera de Venezuela | 0:2 (0:1) | Bandera de Argentina | Argentina |
| 2 de julio  | Belo Horizonte | Semifinales                  | Brasil    | Bandera de Brasil    | 2:0 (1:0) | Bandera de Argentina | Argentina |
| 6 de julio  | São Paulo      | Definición del tercer puesto | Argentina | Bandera de Argentina | 2:1 (2:0) | Bandera de Chile     | Chile     |

### Primera fase - Grupo B
| Selección | Pts | PJ | PG | PE | PP | GF | GC | Dif |
| --------- | --- | -- | -- | -- | -- | -- | -- | --- |
| Colombia  | 9   | 3  | 3  | 0  | 0  | 4  | 0  | 4   |
| Argentina | 4   | 3  | 1  | 1  | 1  | 3  | 3  | 0   |
| Paraguay  | 2   | 3  | 0  | 2  | 1  | 3  | 4  | –1  |
| Catar     | 1   | 3  | 0  | 1  | 2  | 2  | 5  | –3  |

|  | Clasificados a los cuartos de final.                   |
|  | Clasificado a los cuartos de final como mejor tercero. |

#### Argentina vs. Colombia
| 15 de junio, 19:00 | Argentina | 0:2 (0:0) | Colombia                  | Arena Fonte Nova, Salvador                                                    |                                                                               |
|                    |           | Reporte   | Martínez 71' · Zapata 86' | Asistencia: 35 572 espectadores Árbitro(s): Roberto Tobar VAR: Julio Bascuñán | Asistencia: 35 572 espectadores Árbitro(s): Roberto Tobar VAR: Julio Bascuñán |

| 1          | Guardameta     | Franco Armani      |     |
| 3          | Defensa        | Nicolás Tagliafico |     |
| 4          | Defensa        | Renzo Saravia      |     |
| 6          | Defensa        | Germán Pezzella    |     |
| 17         | Defensa        | Nicolás Otamendi   |     |
| 5          | Centrocampista | Leandro Paredes    |     |
| 11         | Centrocampista | Ángel Di María     | 46' |
| 18         | Centrocampista | Guido Rodríguez    | 67' |
| 20         | Centrocampista | Giovani Lo Celso   |     |
| 9          | Delantero      | Sergio Agüero      | 79' |
| 10         | Delantero      | Lionel Messi       |     |
| Entrenador | Entrenador     | Lionel Scaloni     |     |

| 1          | Guardameta     | David Ospina     |     |
| 3          | Defensa        | Stefan Medina    |     |
| 6          | Defensa        | William Tesillo  |     |
| 13         | Defensa        | Yerry Mina       |     |
| 23         | Defensa        | Davinson Sánchez |     |
| 5          | Centrocampista | Wilmar Barrios   |     |
| 10         | Centrocampista | James Rodríguez  |     |
| 11         | Centrocampista | Juan Cuadrado    | 63' |
| 15         | Centrocampista | Mateus Uribe     |     |
| 9          | Delantero      | Radamel Falcao   | 81' |
| 19         | Delantero      | Luis Muriel      | 12' |
| Entrenador | Entrenador     | Carlos Queiroz   |     |

| 16 | Centrocampista | Rodrigo de Paul | 46' |
| 15 | Centrocampista | Guido Pizarro   | 67' |
| 19 | Delantero      | Matías Suárez   | 79' |

| 15 | Delantero      | Roger Martínez  | 12' |
| 16 | Centrocampista | Jefferson Lerma | 63' |
| 7  | Delantero      | Duván Zapata    | 81' |

| Anotado | 71' | Roger Martínez | 0:1 |
| Anotado | 86' | Duván Zapata   | 0:2 |

| Amonestado | 41' | Guido Rodríguez |
| Amonestado | 52' | Renzo Saravia   |
| Amonestado | 55' | Leandro Paredes |

| Amonestado | 19'   | Radamel Falcao  |
| Amonestado | 61'   | Juan Cuadrado   |
| Amonestado | 87'   | Duván Zapata    |
| Amonestado | 90+4' | Jefferson Lerma |

| Árbitro             | Roberto Tobar       |
| Árbitros asistentes | Christian Schiemann |
| Árbitros asistentes | Claudio Ríos        |
| Cuarto árbitro      | Alexis Herrera      |
| VAR                 | Julio Bascuñán      |
| Adicionales VAR     | Piero Maza          |
| Adicionales VAR     | Nicolás Tarán       |

| 1          | Guardameta     | Franco Armani      |     |
| 3          | Defensa        | Nicolás Tagliafico |     |
| 4          | Defensa        | Renzo Saravia      |     |
| 6          | Defensa        | Germán Pezzella    |     |
| 17         | Defensa        | Nicolás Otamendi   |     |
| 5          | Centrocampista | Leandro Paredes    |     |
| 11         | Centrocampista | Ángel Di María     | 46' |
| 18         | Centrocampista | Guido Rodríguez    | 67' |
| 20         | Centrocampista | Giovani Lo Celso   |     |
| 9          | Delantero      | Sergio Agüero      | 79' |
| 10         | Delantero      | Lionel Messi       |     |
| Entrenador | Entrenador     | Lionel Scaloni     |     |

| 1          | Guardameta     | David Ospina     |     |
| 3          | Defensa        | Stefan Medina    |     |
| 6          | Defensa        | William Tesillo  |     |
| 13         | Defensa        | Yerry Mina       |     |
| 23         | Defensa        | Davinson Sánchez |     |
| 5          | Centrocampista | Wilmar Barrios   |     |
| 10         | Centrocampista | James Rodríguez  |     |
| 11         | Centrocampista | Juan Cuadrado    | 63' |
| 15         | Centrocampista | Mateus Uribe     |     |
| 9          | Delantero      | Radamel Falcao   | 81' |
| 19         | Delantero      | Luis Muriel      | 12' |
| Entrenador | Entrenador     | Carlos Queiroz   |     |

| 16 | Centrocampista | Rodrigo de Paul | 46' |
| 15 | Centrocampista | Guido Pizarro   | 67' |
| 19 | Delantero      | Matías Suárez   | 79' |

| 15 | Delantero      | Roger Martínez  | 12' |
| 16 | Centrocampista | Jefferson Lerma | 63' |
| 7  | Delantero      | Duván Zapata    | 81' |

| Anotado | 71' | Roger Martínez | 0:1 |
| Anotado | 86' | Duván Zapata   | 0:2 |

| Amonestado | 41' | Guido Rodríguez |
| Amonestado | 52' | Renzo Saravia   |
| Amonestado | 55' | Leandro Paredes |

| Amonestado | 19'   | Radamel Falcao  |
| Amonestado | 61'   | Juan Cuadrado   |
| Amonestado | 87'   | Duván Zapata    |
| Amonestado | 90+4' | Jefferson Lerma |

| Árbitro             | Roberto Tobar       |
| Árbitros asistentes | Christian Schiemann |
| Árbitros asistentes | Claudio Ríos        |
| Cuarto árbitro      | Alexis Herrera      |
| VAR                 | Julio Bascuñán      |
| Adicionales VAR     | Piero Maza          |
| Adicionales VAR     | Nicolás Tarán       |

| Estadísticas      | Bandera de Argentina | Bandera de Colombia |
| Tiros             | 13                   | 8                   |
| Tiros a puerta    | 6                    | 2                   |
| Faltas            | 13                   | 17                  |
| Saques de esquina | 5                    | 4                   |
| Penaltis          | 0                    | 0                   |
| Fueras de juego   | 1                    | 0                   |
| Posesión de balón | 53%                  | 47%                 |

#### Argentina vs. Paraguay
| 19 de junio, 21:30 | Argentina        | 1:1 (0:1) | Paraguay    | Estadio Mineirão, Belo Horizonte                                                |                                                                                 |
|                    | Messi 57' (pen.) | Reporte   | Sánchez 37' | Asistencia: 35 265 espectadores Árbitro(s): Wilton Sampaio VAR: Leodán González | Asistencia: 35 265 espectadores Árbitro(s): Wilton Sampaio VAR: Leodán González |

| 1          | Guardameta     | Franco Armani      |     |
| 3          | Defensa        | Nicolás Tagliafico |     |
| 6          | Defensa        | Germán Pezzella    |     |
| 14         | Defensa        | Milton Casco       |     |
| 17         | Defensa        | Nicolás Otamendi   |     |
| 5          | Centrocampista | Leandro Paredes    |     |
| 7          | Centrocampista | Roberto Pereyra    | 46' |
| 16         | Centrocampista | Rodrigo de Paul    | 87' |
| 20         | Centrocampista | Giovani Lo Celso   |     |
| 10         | Delantero      | Lionel Messi       |     |
| 22         | Delantero      | Lautaro Martínez   | 67' |
| Entrenador | Entrenador     | Lionel Scaloni     |     |

| 12         | Guardameta     | Roberto Fernández   |     |
| 2          | Defensa        | Iván Piris          |     |
| 13         | Defensa        | Junior Alonso       |     |
| 15         | Defensa        | Gustavo Gómez       |     |
| 18         | Defensa        | Santiago Arzamendia |     |
| 6          | Centrocampista | Richard Sánchez     |     |
| 8          | Centrocampista | Rodrigo Rojas       |     |
| 20         | Centrocampista | Matías Rojas        |     |
| 23         | Centrocampista | Miguel Almirón      | 87' |
| 9          | Delantero      | Federico Santander  | 72' |
| 10         | Delantero      | Derlis González     | 90' |
| Entrenador | Entrenador     | Eduardo Berizzo     |     |

| 9  | Delantero      | Sergio Agüero  | 46' |
| 11 | Centrocampista | Ángel Di María | 67' |
| 19 | Delantero      | Matías Suárez  | 87' |

| 21 | Delantero      | Óscar Romero | 72' |
| 16 | Centrocampista | Celso Ortiz  | 87' |
| 3  | Defensa        | Juan Escobar | 90' |

| Anotado · Penal | 57' | Lionel Messi | 1:1 |

| Anotado | 37' | Richard Sánchez | 0:1 |

| Amonestado | 45' | Franco Armani      |
| Amonestado | 80' | Nicolás Tagliafico |
| Amonestado | 83' | Nicolás Otamendi   |

| Amonestado | 32' | Gustavo Gómez |
| Amonestado | 43' | Rodrigo Rojas |
| Amonestado | 55' | Iván Piris    |

| Árbitro             | Wilton Sampaio    |
| Árbitros asistentes | Marcelo Van Gasse |
| Árbitros asistentes | Rodrigo Correa    |
| Cuarto árbitro      | Carlos Orbe       |
| VAR                 | Leodán González   |
| Adicionales VAR     | Raphael Claus     |
| Adicionales VAR     | Kleber Gil        |

| 1          | Guardameta     | Franco Armani      |     |
| 3          | Defensa        | Nicolás Tagliafico |     |
| 6          | Defensa        | Germán Pezzella    |     |
| 14         | Defensa        | Milton Casco       |     |
| 17         | Defensa        | Nicolás Otamendi   |     |
| 5          | Centrocampista | Leandro Paredes    |     |
| 7          | Centrocampista | Roberto Pereyra    | 46' |
| 16         | Centrocampista | Rodrigo de Paul    | 87' |
| 20         | Centrocampista | Giovani Lo Celso   |     |
| 10         | Delantero      | Lionel Messi       |     |
| 22         | Delantero      | Lautaro Martínez   | 67' |
| Entrenador | Entrenador     | Lionel Scaloni     |     |

| 12         | Guardameta     | Roberto Fernández   |     |
| 2          | Defensa        | Iván Piris          |     |
| 13         | Defensa        | Junior Alonso       |     |
| 15         | Defensa        | Gustavo Gómez       |     |
| 18         | Defensa        | Santiago Arzamendia |     |
| 6          | Centrocampista | Richard Sánchez     |     |
| 8          | Centrocampista | Rodrigo Rojas       |     |
| 20         | Centrocampista | Matías Rojas        |     |
| 23         | Centrocampista | Miguel Almirón      | 87' |
| 9          | Delantero      | Federico Santander  | 72' |
| 10         | Delantero      | Derlis González     | 90' |
| Entrenador | Entrenador     | Eduardo Berizzo     |     |

| 9  | Delantero      | Sergio Agüero  | 46' |
| 11 | Centrocampista | Ángel Di María | 67' |
| 19 | Delantero      | Matías Suárez  | 87' |

| 21 | Delantero      | Óscar Romero | 72' |
| 16 | Centrocampista | Celso Ortiz  | 87' |
| 3  | Defensa        | Juan Escobar | 90' |

| Anotado · Penal | 57' | Lionel Messi | 1:1 |

| Anotado | 37' | Richard Sánchez | 0:1 |

| Amonestado | 45' | Franco Armani      |
| Amonestado | 80' | Nicolás Tagliafico |
| Amonestado | 83' | Nicolás Otamendi   |

| Amonestado | 32' | Gustavo Gómez |
| Amonestado | 43' | Rodrigo Rojas |
| Amonestado | 55' | Iván Piris    |

| Árbitro             | Wilton Sampaio    |
| Árbitros asistentes | Marcelo Van Gasse |
| Árbitros asistentes | Rodrigo Correa    |
| Cuarto árbitro      | Carlos Orbe       |
| VAR                 | Leodán González   |
| Adicionales VAR     | Raphael Claus     |
| Adicionales VAR     | Kleber Gil        |

| Estadísticas      | Bandera de Argentina | Bandera de Paraguay |
| Tiros             | 7                    | 10                  |
| Tiros a puerta    | 2                    | 3                   |
| Faltas            | 20                   | 19                  |
| Saques de esquina | 2                    | 3                   |
| Penaltis          | 1 (1)                | 1 (0)               |
| Fueras de juego   | 1                    | 2                   |
| Posesión de balón | 56%                  | 44%                 |

#### Catar vs. Argentina
| 23 de junio, 16:00 | Catar | 0:2 (0:1) | Argentina                | Arena do Grêmio, Porto Alegre                                                 |                                                                               |
|                    |       | Reporte   | Martínez 4' · Agüero 82' | Asistencia: 41 390 espectadores Árbitro(s): Julio Bascuñán VAR: Roberto Tobar | Asistencia: 41 390 espectadores Árbitro(s): Julio Bascuñán VAR: Roberto Tobar |

| 1          | Guardameta     | Saad Al Sheeb     |     |
| 2          | Defensa        | Ró-Ró             | 85' |
| 5          | Defensa        | Tarek Salman      |     |
| 15         | Defensa        | Bassam Al-Rawi    |     |
| 6          | Centrocampista | Abdulaziz Hatem   |     |
| 12         | Centrocampista | Karim Boudiaf     |     |
| 14         | Centrocampista | Salem Al-Hajri    | 76' |
| 16         | Centrocampista | Boualem Khoukhi   |     |
| 10         | Delantero      | Hassan Al-Haidos  |     |
| 11         | Delantero      | Akram Afif        |     |
| 19         | Delantero      | Almoez Ali        |     |
| Entrenador | Entrenador     | Félix Sánchez Bas |     |

| 1          | Guardameta     | Franco Armani      |     |
| 2          | Defensa        | Juan Foyth         | 85' |
| 3          | Defensa        | Nicolás Tagliafico |     |
| 4          | Defensa        | Renzo Saravia      |     |
| 17         | Defensa        | Nicolás Otamendi   |     |
| 5          | Centrocampista | Leandro Paredes    |     |
| 16         | Centrocampista | Rodrigo de Paul    |     |
| 20         | Centrocampista | Giovani Lo Celso   | 55' |
| 9          | Delantero      | Sergio Agüero      |     |
| 10         | Delantero      | Lionel Messi       |     |
| 22         | Delantero      | Lautaro Martínez   | 76' |
| Entrenador | Entrenador     | Lionel Scaloni     |     |

| 9 | Centrocampista | Abdullah Al-Ahrak | 77' |
| 8 | Defensa        | Hamid Ismail      | 85' |

| 8  | Defensa        | Marcos Acuña    | 55' |
| 21 | Centrocampista | Paulo Dybala    | 76' |
| 6  | Defensa        | Germán Pezzella | 85' |

| Anotado | 4'  | Lautaro Martínez | 0:1 |
| Anotado | 82' | Sergio Agüero    | 0:2 |

| Amonestado | 51' | Almoez Ali        |
| Amonestado | 75' | Karim Boudiaf     |
| Amonestado | 89' | Abdullah Al-Ahrak |

| Amonestado | 42' | Giovani Lo Celso |
| Amonestado | 44' | Juan Foyth       |

| Árbitro             | Julio Bascuñán      |
| Árbitros asistentes | Christian Schiemann |
| Árbitros asistentes | Claudio Ríos        |
| Cuarto árbitro      | Roddy Zambrano      |
| VAR                 | Roberto Tobar       |
| Adicionales VAR     | Gery Vargas         |
| Adicionales VAR     | Christian Lescano   |

| 1          | Guardameta     | Saad Al Sheeb     |     |
| 2          | Defensa        | Ró-Ró             | 85' |
| 5          | Defensa        | Tarek Salman      |     |
| 15         | Defensa        | Bassam Al-Rawi    |     |
| 6          | Centrocampista | Abdulaziz Hatem   |     |
| 12         | Centrocampista | Karim Boudiaf     |     |
| 14         | Centrocampista | Salem Al-Hajri    | 76' |
| 16         | Centrocampista | Boualem Khoukhi   |     |
| 10         | Delantero      | Hassan Al-Haidos  |     |
| 11         | Delantero      | Akram Afif        |     |
| 19         | Delantero      | Almoez Ali        |     |
| Entrenador | Entrenador     | Félix Sánchez Bas |     |

| 1          | Guardameta     | Franco Armani      |     |
| 2          | Defensa        | Juan Foyth         | 85' |
| 3          | Defensa        | Nicolás Tagliafico |     |
| 4          | Defensa        | Renzo Saravia      |     |
| 17         | Defensa        | Nicolás Otamendi   |     |
| 5          | Centrocampista | Leandro Paredes    |     |
| 16         | Centrocampista | Rodrigo de Paul    |     |
| 20         | Centrocampista | Giovani Lo Celso   | 55' |
| 9          | Delantero      | Sergio Agüero      |     |
| 10         | Delantero      | Lionel Messi       |     |
| 22         | Delantero      | Lautaro Martínez   | 76' |
| Entrenador | Entrenador     | Lionel Scaloni     |     |

| 9 | Centrocampista | Abdullah Al-Ahrak | 77' |
| 8 | Defensa        | Hamid Ismail      | 85' |

| 8  | Defensa        | Marcos Acuña    | 55' |
| 21 | Centrocampista | Paulo Dybala    | 76' |
| 6  | Defensa        | Germán Pezzella | 85' |

| Anotado | 4'  | Lautaro Martínez | 0:1 |
| Anotado | 82' | Sergio Agüero    | 0:2 |

| Amonestado | 51' | Almoez Ali        |
| Amonestado | 75' | Karim Boudiaf     |
| Amonestado | 89' | Abdullah Al-Ahrak |

| Amonestado | 42' | Giovani Lo Celso |
| Amonestado | 44' | Juan Foyth       |

| Árbitro             | Julio Bascuñán      |
| Árbitros asistentes | Christian Schiemann |
| Árbitros asistentes | Claudio Ríos        |
| Cuarto árbitro      | Roddy Zambrano      |
| VAR                 | Roberto Tobar       |
| Adicionales VAR     | Gery Vargas         |
| Adicionales VAR     | Christian Lescano   |

| Estadísticas      | Bandera de Catar | Bandera de Argentina |
| Tiros             | 4                | 19                   |
| Tiros a puerta    | 1                | 8                    |
| Faltas            | 16               | 17                   |
| Saques de esquina | 1                | 5                    |
| Penaltis          | 0                | 0                    |
| Fueras de juego   | 4                | 0                    |
| Posesión de balón | 46%              | 54%                  |

### Cuartos de final

#### Venezuela vs. Argentina
| 28 de junio, 16:00 | Venezuela | 0:2 (0:1) | Argentina                   | Estadio Maracanã, Río de Janeiro                                            |                                                                             |
|                    |           | Reporte   | Martínez 10' · Lo Celso 74' | Asistencia: 50 094 espectadores Árbitro(s): Wilmar Roldán VAR: Andrés Rojas | Asistencia: 50 094 espectadores Árbitro(s): Wilmar Roldán VAR: Andrés Rojas |

| 1          | Guardameta     | Wuilker Faríñez  |     |
| 4          | Defensa        | Jhon Chancellor  |     |
| 14         | Defensa        | Luis Mago        | 56' |
| 16         | Defensa        | Roberto Rosales  | 83' |
| 20         | Defensa        | Ronald Hernández |     |
| 5          | Centrocampista | Júnior Moreno    |     |
| 6          | Centrocampista | Yangel Herrera   |     |
| 7          | Centrocampista | Darwin Machís    | 71' |
| 8          | Centrocampista | Tomás Rincón     |     |
| 15         | Centrocampista | Jhon Murillo     |     |
| 23         | Delantero      | Salomón Rondón   |     |
| Entrenador | Entrenador     | Rafael Dudamel   |     |

| 1          | Guardameta     | Franco Armani      |     |
| 2          | Defensa        | Juan Foyth         |     |
| 3          | Defensa        | Nicolás Tagliafico |     |
| 6          | Defensa        | Germán Pezzella    |     |
| 17         | Defensa        | Nicolás Otamendi   |     |
| 5          | Centrocampista | Leandro Paredes    |     |
| 8          | Centrocampista | Marcos Acuña       | 68' |
| 16         | Centrocampista | Rodrigo de Paul    |     |
| 9          | Delantero      | Sergio Agüero      | 85' |
| 10         | Delantero      | Lionel Messi       |     |
| 22         | Delantero      | Lautaro Martínez   | 64' |
| Entrenador | Entrenador     | Lionel Scaloni     |     |

| 18 | Centrocampista | Yeferson Soteldo | 56' |
| 17 | Delantero      | Josef Martínez   | 71' |
| 13 | Centrocampista | Luis Seijas      | 83' |

| 11 | Centrocampista | Ángel Di María   | 64' |
| 20 | Centrocampista | Giovani Lo Celso | 68' |
| 21 | Centrocampista | Paulo Dybala     | 85' |

| Anotado | 10' | Lautaro Martínez | 0:1 |
| Anotado | 74' | Giovani Lo Celso | 0:2 |

| Amonestado | 12'   | Tomás Rincón     |
| Amonestado | 15'   | Yangel Herrera   |
| Amonestado | 44'   | Salomón Rondón   |
| Amonestado | 90+5' | Yeferson Soteldo |

| Amonestado | 16' | Lautaro Martínez |
| Amonestado | 42' | Marcos Acuña     |

| Árbitro             | Wilmar Roldán    |
| Árbitros asistentes | Wilmar Navarro   |
| Árbitros asistentes | Alexander León   |
| Cuarto árbitro      | Diego Haro       |
| VAR                 | Andrés Rojas     |
| Adicionales VAR     | Nicolás Gallo    |
| Adicionales VAR     | Richard Trinidad |

| 1          | Guardameta     | Wuilker Faríñez  |     |
| 4          | Defensa        | Jhon Chancellor  |     |
| 14         | Defensa        | Luis Mago        | 56' |
| 16         | Defensa        | Roberto Rosales  | 83' |
| 20         | Defensa        | Ronald Hernández |     |
| 5          | Centrocampista | Júnior Moreno    |     |
| 6          | Centrocampista | Yangel Herrera   |     |
| 7          | Centrocampista | Darwin Machís    | 71' |
| 8          | Centrocampista | Tomás Rincón     |     |
| 15         | Centrocampista | Jhon Murillo     |     |
| 23         | Delantero      | Salomón Rondón   |     |
| Entrenador | Entrenador     | Rafael Dudamel   |     |

| 1          | Guardameta     | Franco Armani      |     |
| 2          | Defensa        | Juan Foyth         |     |
| 3          | Defensa        | Nicolás Tagliafico |     |
| 6          | Defensa        | Germán Pezzella    |     |
| 17         | Defensa        | Nicolás Otamendi   |     |
| 5          | Centrocampista | Leandro Paredes    |     |
| 8          | Centrocampista | Marcos Acuña       | 68' |
| 16         | Centrocampista | Rodrigo de Paul    |     |
| 9          | Delantero      | Sergio Agüero      | 85' |
| 10         | Delantero      | Lionel Messi       |     |
| 22         | Delantero      | Lautaro Martínez   | 64' |
| Entrenador | Entrenador     | Lionel Scaloni     |     |

| 18 | Centrocampista | Yeferson Soteldo | 56' |
| 17 | Delantero      | Josef Martínez   | 71' |
| 13 | Centrocampista | Luis Seijas      | 83' |

| 11 | Centrocampista | Ángel Di María   | 64' |
| 20 | Centrocampista | Giovani Lo Celso | 68' |
| 21 | Centrocampista | Paulo Dybala     | 85' |

| Anotado | 10' | Lautaro Martínez | 0:1 |
| Anotado | 74' | Giovani Lo Celso | 0:2 |

| Amonestado | 12'   | Tomás Rincón     |
| Amonestado | 15'   | Yangel Herrera   |
| Amonestado | 44'   | Salomón Rondón   |
| Amonestado | 90+5' | Yeferson Soteldo |

| Amonestado | 16' | Lautaro Martínez |
| Amonestado | 42' | Marcos Acuña     |

| Árbitro             | Wilmar Roldán    |
| Árbitros asistentes | Wilmar Navarro   |
| Árbitros asistentes | Alexander León   |
| Cuarto árbitro      | Diego Haro       |
| VAR                 | Andrés Rojas     |
| Adicionales VAR     | Nicolás Gallo    |
| Adicionales VAR     | Richard Trinidad |

| Estadísticas      | Bandera de Venezuela | Bandera de Argentina |
| Tiros             | 6                    | 17                   |
| Tiros a puerta    | 1                    | 7                    |
| Faltas            | 16                   | 15                   |
| Saques de esquina | 8                    | 7                    |
| Penaltis          | 0                    | 0                    |
| Fueras de juego   | 1                    | 1                    |
| Posesión de balón | 60%                  | 40%                  |

### Semifinales

#### Brasil vs. Argentina
| 2 de julio, 21:30 | Brasil                          | 2:0 (1:0) | Argentina | Estadio Mineirão, Belo Horizonte                                                |                                                                                 |
|                   | Gabriel Jesus 19' · Firmino 71' | Reporte   |           | Asistencia: 55 947 espectadores Árbitro(s): Roddy Zambrano VAR: Leodán González | Asistencia: 55 947 espectadores Árbitro(s): Roddy Zambrano VAR: Leodán González |

| 1          | Guardameta     | Alisson Becker    |     |
| 2          | Defensa        | Thiago Silva      |     |
| 4          | Defensa        | Marquinhos        | 64' |
| 12         | Defensa        | Alex Sandro       |     |
| 13         | Defensa        | Dani Alves        |     |
| 5          | Centrocampista | Casemiro          |     |
| 8          | Centrocampista | Arthur            |     |
| 11         | Centrocampista | Philippe Coutinho |     |
| 9          | Delantero      | Gabriel Jesus     | 80' |
| 19         | Delantero      | Éverton           | 45' |
| 20         | Delantero      | Roberto Firmino   |     |
| Entrenador | Entrenador     | Tite              |     |

| 1          | Guardameta     | Franco Armani      |     |
| 2          | Defensa        | Juan Foyth         |     |
| 3          | Defensa        | Nicolás Tagliafico | 85' |
| 6          | Defensa        | Germán Pezzella    |     |
| 8          | Defensa        | Marcos Acuña       | 59' |
| 17         | Defensa        | Nicolás Otamendi   |     |
| 5          | Centrocampista | Leandro Paredes    |     |
| 16         | Centrocampista | Rodrigo de Paul    | 67' |
| 9          | Delantero      | Sergio Agüero      |     |
| 10         | Delantero      | Lionel Messi       |     |
| 22         | Delantero      | Lautaro Martínez   |     |
| Entrenador | Entrenador     | Lionel Scaloni     |     |

| 10 | Delantero      | Willian | 45' |
| 3  | Defensa        | Miranda | 64' |
| 18 | Centrocampista | Allan   | 80' |

| 11 | Centrocampista | Ángel Di María   | 59' |
| 20 | Centrocampista | Giovani Lo Celso | 67' |
| 21 | Centrocampista | Paulo Dybala     | 85' |

| Anotado | 19' | Gabriel Jesus   | 1:0 |
| Anotado | 71' | Roberto Firmino | 2:0 |

| Amonestado | 40' | Dani Alves |
| Amonestado | 82' | Allan      |

| Amonestado | 9'  | Nicolás Tagliafico |
| Amonestado | 40' | Marcos Acuña       |
| Amonestado | 56' | Juan Foyth         |
| Amonestado | 58' | Lautaro Martínez   |

| Árbitro             | Roddy Zambrano    |
| Árbitros asistentes | Christian Lescano |
| Árbitros asistentes | Byron Romero      |
| Cuarto árbitro      | Esteban Ostojich  |
| VAR                 | Leodán González   |
| Adicionales VAR     | Jesús Valenzuela  |
| Adicionales VAR     | Nicolás Taran     |

| 1          | Guardameta     | Alisson Becker    |     |
| 2          | Defensa        | Thiago Silva      |     |
| 4          | Defensa        | Marquinhos        | 64' |
| 12         | Defensa        | Alex Sandro       |     |
| 13         | Defensa        | Dani Alves        |     |
| 5          | Centrocampista | Casemiro          |     |
| 8          | Centrocampista | Arthur            |     |
| 11         | Centrocampista | Philippe Coutinho |     |
| 9          | Delantero      | Gabriel Jesus     | 80' |
| 19         | Delantero      | Éverton           | 45' |
| 20         | Delantero      | Roberto Firmino   |     |
| Entrenador | Entrenador     | Tite              |     |

| 1          | Guardameta     | Franco Armani      |     |
| 2          | Defensa        | Juan Foyth         |     |
| 3          | Defensa        | Nicolás Tagliafico | 85' |
| 6          | Defensa        | Germán Pezzella    |     |
| 8          | Defensa        | Marcos Acuña       | 59' |
| 17         | Defensa        | Nicolás Otamendi   |     |
| 5          | Centrocampista | Leandro Paredes    |     |
| 16         | Centrocampista | Rodrigo de Paul    | 67' |
| 9          | Delantero      | Sergio Agüero      |     |
| 10         | Delantero      | Lionel Messi       |     |
| 22         | Delantero      | Lautaro Martínez   |     |
| Entrenador | Entrenador     | Lionel Scaloni     |     |

| 10 | Delantero      | Willian | 45' |
| 3  | Defensa        | Miranda | 64' |
| 18 | Centrocampista | Allan   | 80' |

| 11 | Centrocampista | Ángel Di María   | 59' |
| 20 | Centrocampista | Giovani Lo Celso | 67' |
| 21 | Centrocampista | Paulo Dybala     | 85' |

| Anotado | 19' | Gabriel Jesus   | 1:0 |
| Anotado | 71' | Roberto Firmino | 2:0 |

| Amonestado | 40' | Dani Alves |
| Amonestado | 82' | Allan      |

| Amonestado | 9'  | Nicolás Tagliafico |
| Amonestado | 40' | Marcos Acuña       |
| Amonestado | 56' | Juan Foyth         |
| Amonestado | 58' | Lautaro Martínez   |

| Árbitro             | Roddy Zambrano    |
| Árbitros asistentes | Christian Lescano |
| Árbitros asistentes | Byron Romero      |
| Cuarto árbitro      | Esteban Ostojich  |
| VAR                 | Leodán González   |
| Adicionales VAR     | Jesús Valenzuela  |
| Adicionales VAR     | Nicolás Taran     |

| Estadísticas      | Bandera de Brasil | Bandera de Argentina |
| Tiros             | 4                 | 14                   |
| Tiros a puerta    | 3                 | 2                    |
| Faltas            | 12                | 19                   |
| Saques de esquina | 6                 | 4                    |
| Penaltis          | 0                 | 0                    |
| Fueras de juego   | 1                 | 0                    |
| Posesión de balón | 49%               | 51%                  |

### Definición por el tercer puesto

#### Argentina vs. Chile
| 6 de julio, 16:00 | Argentina               | 2:1 (2:0) | Chile            | Arena Corinthians, São Paulo                                                    |                                                                                 |
|                   | Agüero 12' · Dybala 22' | Reporte   | Vidal 59' (pen.) | Asistencia: 44 269 espectadores Árbitro(s): Mario Díaz de Vivar VAR: Diego Haro | Asistencia: 44 269 espectadores Árbitro(s): Mario Díaz de Vivar VAR: Diego Haro |

| 1          | Guardameta     | Franco Armani      |     |
| 2          | Defensa        | Juan Foyth         |     |
| 3          | Defensa        | Nicolás Tagliafico |     |
| 6          | Defensa        | Germán Pezzella    |     |
| 17         | Defensa        | Nicolás Otamendi   |     |
| 5          | Centrocampista | Leandro Paredes    |     |
| 16         | Centrocampista | Rodrigo de Paul    |     |
| 20         | Centrocampista | Giovani Lo Celso   | 90' |
| 9          | Delantero      | Sergio Agüero      | 81' |
| 10         | Delantero      | Lionel Messi       |     |
| 21         | Delantero      | Paulo Dybala       | 67' |
| Entrenador | Entrenador     | Lionel Scaloni     |     |

| 1          | Guardameta     | Gabriel Arias    |     |
| 4          | Defensa        | Mauricio Isla    |     |
| 5          | Defensa        | Paulo Díaz       |     |
| 15         | Defensa        | Jean Beausejour  |     |
| 17         | Defensa        | Gary Medel       |     |
| 18         | Defensa        | Gonzalo Jara     | 50' |
| 8          | Centrocampista | Arturo Vidal     |     |
| 13         | Centrocampista | Erick Pulgar     |     |
| 20         | Centrocampista | Charles Aránguiz | 83' |
| 7          | Delantero      | Alexis Sánchez   | 17' |
| 11         | Delantero      | Eduardo Vargas   |     |
| Entrenador | Entrenador     | Reinaldo Rueda   |     |

| 11 | Centrocampista | Ángel Di María    | 67' |
| 19 | Delantero      | Matías Suárez     | 81' |
| 13 | Defensa        | Ramiro Funes Mori | 90' |

| 19 | Delantero | Junior Fernandes  | 17' |
| 3  | Defensa   | Guillermo Maripán | 50' |
| 9  | Delantero | Nicolás Castillo  | 83' |

| Anotado | 12' | Sergio Agüero | 1:0 |
| Anotado | 22' | Paulo Dybala  | 2:0 |

| Anotado · Penal | 59' | Arturo Vidal | 2:1 |

| Expulsado  | 37'   | Lionel Messi       |
| Amonestado | 57'   | Germán Pezzella    |
| Amonestado | 63'   | Leandro Paredes    |
| Amonestado | 79'   | Juan Foyth         |
| Amonestado | 90+3' | Nicolás Tagliafico |

| Amonestado | 16'   | Jean Beausejour |
| Amonestado | 26'   | Arturo Vidal    |
| Expulsado  | 39'   | Gary Medel      |
| Amonestado | 45+1' | Erick Pulgar    |

| Árbitro             | Mario Díaz de Vivar |
| Árbitros asistentes | Eduardo Cardozo     |
| Árbitros asistentes | Darío Gaona         |
| Cuarto árbitro      | Gery Vargas         |
| VAR                 | Diego Haro          |
| Adicionales VAR     | Andrés Rojas        |
| Adicionales VAR     | Jonny Bossio        |

| 1          | Guardameta     | Franco Armani      |     |
| 2          | Defensa        | Juan Foyth         |     |
| 3          | Defensa        | Nicolás Tagliafico |     |
| 6          | Defensa        | Germán Pezzella    |     |
| 17         | Defensa        | Nicolás Otamendi   |     |
| 5          | Centrocampista | Leandro Paredes    |     |
| 16         | Centrocampista | Rodrigo de Paul    |     |
| 20         | Centrocampista | Giovani Lo Celso   | 90' |
| 9          | Delantero      | Sergio Agüero      | 81' |
| 10         | Delantero      | Lionel Messi       |     |
| 21         | Delantero      | Paulo Dybala       | 67' |
| Entrenador | Entrenador     | Lionel Scaloni     |     |

| 1          | Guardameta     | Gabriel Arias    |     |
| 4          | Defensa        | Mauricio Isla    |     |
| 5          | Defensa        | Paulo Díaz       |     |
| 15         | Defensa        | Jean Beausejour  |     |
| 17         | Defensa        | Gary Medel       |     |
| 18         | Defensa        | Gonzalo Jara     | 50' |
| 8          | Centrocampista | Arturo Vidal     |     |
| 13         | Centrocampista | Erick Pulgar     |     |
| 20         | Centrocampista | Charles Aránguiz | 83' |
| 7          | Delantero      | Alexis Sánchez   | 17' |
| 11         | Delantero      | Eduardo Vargas   |     |
| Entrenador | Entrenador     | Reinaldo Rueda   |     |

| 11 | Centrocampista | Ángel Di María    | 67' |
| 19 | Delantero      | Matías Suárez     | 81' |
| 13 | Defensa        | Ramiro Funes Mori | 90' |

| 19 | Delantero | Junior Fernandes  | 17' |
| 3  | Defensa   | Guillermo Maripán | 50' |
| 9  | Delantero | Nicolás Castillo  | 83' |

| Anotado | 12' | Sergio Agüero | 1:0 |
| Anotado | 22' | Paulo Dybala  | 2:0 |

| Anotado · Penal | 59' | Arturo Vidal | 2:1 |

| Expulsado  | 37'   | Lionel Messi       |
| Amonestado | 57'   | Germán Pezzella    |
| Amonestado | 63'   | Leandro Paredes    |
| Amonestado | 79'   | Juan Foyth         |
| Amonestado | 90+3' | Nicolás Tagliafico |

| Amonestado | 16'   | Jean Beausejour |
| Amonestado | 26'   | Arturo Vidal    |
| Expulsado  | 39'   | Gary Medel      |
| Amonestado | 45+1' | Erick Pulgar    |

| Árbitro             | Mario Díaz de Vivar |
| Árbitros asistentes | Eduardo Cardozo     |
| Árbitros asistentes | Darío Gaona         |
| Cuarto árbitro      | Gery Vargas         |
| VAR                 | Diego Haro          |
| Adicionales VAR     | Andrés Rojas        |
| Adicionales VAR     | Jonny Bossio        |

| Estadísticas      | Bandera de Argentina | Bandera de Chile |
| Tiros             | 15                   | 4                |
| Tiros a puerta    | 6                    | 3                |
| Faltas            | 21                   | 18               |
| Saques de esquina | 4                    | 1                |
| Penaltis          | 0                    | 1 (1)            |
| Fueras de juego   | 1                    | 2                |
| Posesión de balón | 38%                  | 62%              |

## Estadísticas

### Goleadores
| #     | Jugador          | Anotado | PJ | Prom. | Jugada | Cabeza | Tiro libre | Penal |
| ----- | ---------------- | ------- | -- | ----- | ------ | ------ | ---------- | ----- |
| 1     | Lautaro Martínez | 2       | 4  | 0.5   | 2      | 0      | 0          | 0     |
|       | Sergio Agüero    | 2       | 6  | 0.33  | 2      | 0      | 0          | 0     |
| 2     | Paulo Dybala     | 1       | 4  | 0.25  | 1      | 0      | 0          | 0     |
|       | Giovani Lo Celso | 1       | 6  | 0.17  | 1      | 0      | 0          | 0     |
|       | Lionel Messi     | 1       | 6  | 0.17  | 0      | 0      | 0          | 1     |
| Total | Total            | 7       | 6  | 1.17  | 6      | 0      | 0          | 1     |

### Asistencias
| #     | Jugador          | Asistencia | Jugada | Cabeza | Tiro libre | Saque de esquina |
| ----- | ---------------- | ---------- | ------ | ------ | ---------- | ---------------- |
| 1     | Giovani Lo Celso | 1          | 1      | 0      | 0          | 0                |
|       | Lionel Messi     | 1          | 0      | 0      | 1          | 0                |
|       | Paulo Dybala     | 1          | 1      | 0      | 0          | 0                |
|       | Sergio Agüero    | 1          | 1      | 0      | 0          | 0                |
| Total | Total            | 4          | 3      | 0      | 1          | 0                |

### Tarjetas disciplinarias

#### Fase de grupos
| #     | Jugador            | Amonestado | Otorgado · Expulsado | Expulsado | Sanción |
| ----- | ------------------ | ---------- | -------------------- | --------- | ------- |
| 1     | Franco Armani      | 1          | 0                    | 0         |         |
|       | Guido Rodríguez    | 1          | 0                    | 0         |         |
|       | Giovani Lo Celso   | 1          | 0                    | 0         |         |
|       | Guido Rodríguez    | 1          | 0                    | 0         |         |
|       | Juan Foyth         | 1          | 0                    | 0         |         |
|       | Leandro Paredes    | 1          | 0                    | 0         |         |
|       | Nicolás Otamendi   | 1          | 0                    | 0         |         |
|       | Nicolás Tagliafico | 1          | 0                    | 0         |         |
| Total | Total              | 8          | 0                    | 0         |         |

#### Segunda fase
| #     | Jugador            | Amonestado | Otorgado · Expulsado | Expulsado | Sanción   |
| ----- | ------------------ | ---------- | -------------------- | --------- | --------- |
| 1     | Juan Foyth         | 2          | 0                    | 0         |           |
|       | Lautaro Martínez   | 2          | 0                    | 0         | 1 partido |
|       | Marcos Acuña       | 2          | 0                    | 0         | 1 partido |
|       | Nicolás Tagliafico | 2          | 0                    | 0         |           |
| 2     | Germán Pezzella    | 1          | 0                    | 0         |           |
|       | Leandro Paredes    | 1          | 0                    | 0         |           |
|       | Lionel Messi       | 0          | 0                    | 1         |           |
| Total | Total              | 10         | 0                    | 1         |           |